# 16121 Баррелл
16121 Баррелл (16121 Burrell) — астероїд головного поясу, відкритий 7 грудня 1999 року.
Тіссеранів параметр щодо Юпітера — 3,505.